# Christine Magnuson
Christine Magnuson (Palos Heights (Illinois), 17 oktober 1985) is een Amerikaanse voormalige zwemster. Magnuson vertegenwoordigde haar vaderland op de Olympische Zomerspelen 2008 in Peking.

## Carrière
Op de Amerikaanse Olympische Trials wist Magnuson zich te plaatsen voor de Spelen door de 100 meter vlinderslag te winnen. Door deze prestatie plaatste ze zich tevens voor de 4x100 meter wisselslag estafette. In Peking pakte de Amerikaanse de zilveren medaille op de 100 meter, achter de Australische Libby Trickett. Op de 4x100 meter wisselslag wist ze samen met Natalie Coughlin, Rebecca Soni en Dara Torres de zilveren medaille te veroveren, het kwartet moest alleen Australië voor laten gaan.
Tijdens de wereldkampioenschappen zwemmen 2009 in Rome strandde Magnuson in de halve finales van zowel de 50 als de 100 meter vlinderslag, samen met Amanda Weir, Dara Torres en Dana Vollmer eindigde ze als vierde op de 4x100 meter vrije slag. Op de 4x100 meter wisselslag werd ze samen met Elizabeth Pelton, Kasey Carlson en Julia Smit uitgeschakeld in de series.
Op de Pan Pacific kampioenschappen zwemmen 2010 in Irvine sleepte de Amerikaanse de zilveren medaille in de wacht op de 100 meter vlinderslag, op de 50 meter vlinderslag legde ze beslag op de bronzen medaille. Op de 50 en de 100 meter vrije slag strandde ze in de series. In Dubai nam Magnuson deel aan de wereldkampioenschappen kortebaanzwemmen 2010, op dit toernooi eindigde ze als zevende op zowel de 50 als de 100 meter vlinderslag. Samen met Missy Franklin, Jessica Hardy en Amanda Weir zwom ze in de series van de 4x100 meter wisselslag, in de finale veroverde Hardy samen met Natalie Coughlin, Rebecca Soni en Dana Vollmer de zilveren medaille. Voor haar aandeel in de series werd Magnuson beloond met de zilveren medaille.
Tijdens de wereldkampioenschappen zwemmen 2011 in Shanghai werd de Amerikaanse uitgeschakeld in de halve finales van zowel de 50 als de 100 meter vlinderslag. Op de 4x100 meter wisselslag zwom ze samen met Elizabeth Pelton, Rebecca Soni en Amanda Weir in de series, in de finale sleepte Soni samen met Natalie Coughlin, Dana Vollmer en Missy Franklin de wereldtitel in de wacht. Voor haar inspanningen in de series ontving Magnuson de gouden medaille.
Op de wereldkampioenschappen kortebaanzwemmen 2012 in Istanboel eindigde Magnuson als vijfde op de 50 meter vlinderslag en als zesde op de 50 meter vrije slag. Samen met Olivia Smoliga, Laura Sogar en Lia Neal zwom ze in de series van de 4x100 meter wisselslag, in de finale legde Smoliga samen met Jessica Hardy, Claire Donahue en Megan Romano beslag op de bronzen medaille. Voor haar aandeel in de series werd Magnuson beloond met de bronzen medaille.
Op de wereldkampioenschappen zwemmen 2013 in Barcelona werd Magnuson uitgeschakeld in de halve finales van de 50 meter vlinderslag.

## Internationale toernooien
| Jaar | Olympische Spelen                    | WK langebaan                                                                                   | WK kortebaan                                                                                 | PanPacs                                                                         |
| ---- | ------------------------------------ | ---------------------------------------------------------------------------------------------- | -------------------------------------------------------------------------------------------- | ------------------------------------------------------------------------------- |
| 2008 | 100m vlinderslag · 4x100m wisselslag |                                                                                                | geen deelname                                                                                |                                                                                 |
| 2009 |                                      | 15e 50m vlinderslag 10e 100m vlinderslag 4e 4x100m vrije slag 10e 4x100m wisselslag            |                                                                                              |                                                                                 |
| 2010 |                                      |                                                                                                | 7e 50m vlinderslag · 7e 100m vlinderslag · 4x100m wisselslag · Magnuson zwom enkel de series | serie 50m vrije slag · 30e 100m vrije slag · 50m vlinderslag · 100m vlinderslag |
| 2011 |                                      | 11e 50m vlinderslag · 12e 100m vlinderslag · 4x100m wisselslag · Magnuson zwom enkel de series |                                                                                              |                                                                                 |
| 2012 | geen deelname                        |                                                                                                | 6e 50m vrije slag · 5e 50m vlinderslag · 4x100m wisselslag · Magnuson zwom enkel de series   |                                                                                 |
| 2013 |                                      | 10e 50m vlinderslag                                                                            |                                                                                              |                                                                                 |

## Persoonlijke records
Kortebaan
| Afstand          | Tijd  | Datum            | Plaats     |
| ---------------- | ----- | ---------------- | ---------- |
| 50m vrije slag   | 24,05 | 19 december 2009 | Manchester |
| 100m vrije slag  | 54,92 | 11 november 2008 | Bolzano    |
| 50m vlinderslag  | 25,65 | 16 december 2010 | Dubai      |
| 100m vlinderslag | 55,81 | 18 december 2009 | Manchester |

Langebaan
| Afstand          | Tijd  | Datum            | Plaats       |
| ---------------- | ----- | ---------------- | ------------ |
| 50m vrije slag   | 24,72 | 1 juli 2012      | Omaha        |
| 100m vrije slag  | 54,36 | 11 juli 2009     | Indianapolis |
| 50m vlinderslag  | 26,06 | 31 juli 2009     | Rome         |
| 100m vlinderslag | 57,08 | 10 augustus 2008 | Peking       |